# Viktoria Höglund
Viktoria Höglund, född 28 september 1973, är en svensk författare och företagare. Hon har utbildat sig till civilekonom. vid Handelshögskolan i Stockholm och studerat psykologi vid Stockholms universitet. Hennes första bok, Från jobbdröm till drömjobb: dags att ta steget?, som hon skrev tillsammans med Sofia Rasmussen, publicerades 2016.
Efter att ha suttit i flera företags styrelser satsade Viktoria Höglund på att skriva skönlitteratur och utkom 2019 med spänningsromanen Den som haver barnen kär. med psykologen Malin Dahl som huvudperson. Dagens Nyheters litteraturkritiker Lotta Olsson menade att romanen var "en imponerande debut". I Borås Tidning skrev Bengt Eriksson att romanen är "så spännande att det både känns och räcker".
Uppföljaren Den som lämnas ensam kvar utkom 2020 och den tredje delen i serien, Den som inget känner mer, 2021.
I januari 2023 lämnade Höglund deckarspåret och gav ut den fristående romanen Fasader. En bok om gapet mellan människors yttre fasad och inre verklighet – och vad som kan hända när ytan krackelerar. Boken är inspirerad av Höglunds tid som managementkonsult på McKinsey & Co.
Utöver författarskapet har Höglund även ett antal styrelseuppdrag för svenska företag, främst inom tjänstesektorn och konsumentvarubranschen.

### Malin Dahl
1. Den som haver barnen kär, (2019), ISBN 9789188725417
2. Den som lämnas ensam kvar, (2020), ISBN 9789188725417
3. Den som inget känner mer, (2021) ISBN 9789189318076

### Fristående titlar
1. Fasader, (2023), ISBN 9789189318663